# Pterothominx
Genre
Pterothominx est un genre de nématodes de la famille des Capillariidae.

## Description
Le stichosome est constitué d'une unique rangée de stichocytes. Il y a quatre bandes bacillaires : une ventrale, une dorsale et deux latérales. Chez le mâle, l'extrémité postérieure est pourvue de palettes caudales bien développées. La bourse membraneuse est soutenue de chaque côté par une ou deux projections étroites. Le spicule est peu ou bien sclérifié. La gaine spiculaire est munie de petites épines dans sa partie distale. Chez la femelle, la vulve est située près de la fin du stichosome et possède un appendice vulvaire. Les œufs sont pourvus de bouchons et leur membrane externe possède des structures caractéristiques pour chaque espèce.

## Hôtes
Les espèces de ce genre parasitent les intestins d'oiseaux,.

## Taxinomie
Le genre est décrit en 1959 par le parasitologiste brésilien João Ferreira Teixeira de Freitas.
La liste d'espèces fournie ci-après est élaborée sur la base des espèces reconnues par le parasitologiste tchèque František Moravec en 1982 dans sa révision des Capillariidae, allégée des espèces considérées comme appartenant au genre Aonchotheca à la suite de la révision de 1991 de František Moravec et Vlastimil Baruš et complétée selon les révisions du genre Pterothominx par Vlastimil Baruš et Tamara Petrovna Sergejeva en 1990 et par Vlastimil Baruš, Vilma Kajerová et Božena Koubková en 2005.
- Pterothominx angrensis (Freitas, 1934)[4],[8]
- Pterothominx blomei (Travassos, 1915)[9],[7]
- Pterothominx erinacei (Andreiko, 1969)[4]
- Pterothominx jamaicanensis (Webster, 1971)[4]
- Pterothominx meleagrisgallopavo Barile, 1912[4],[10],[11],[7]
- Pterothominx moraveci Baruš, Kajerova & Koubkova, 2005[7]
- Pterothominx neopulchra (Babos, 1954)[4]
- Pterothominx totani (Linstow, 1875)[12],[7]
- Pterothominx wavilovoi (Skrjabin, Shikhobalova & Orlov, 1957)[4],[13],[7]

Le Biology Catalog proposé par Joel K. Hallan en 2008 ajoute Pterothominx brevidelphis Freitas & Mendonça, 1960,.